# Saša Rašilov mladší

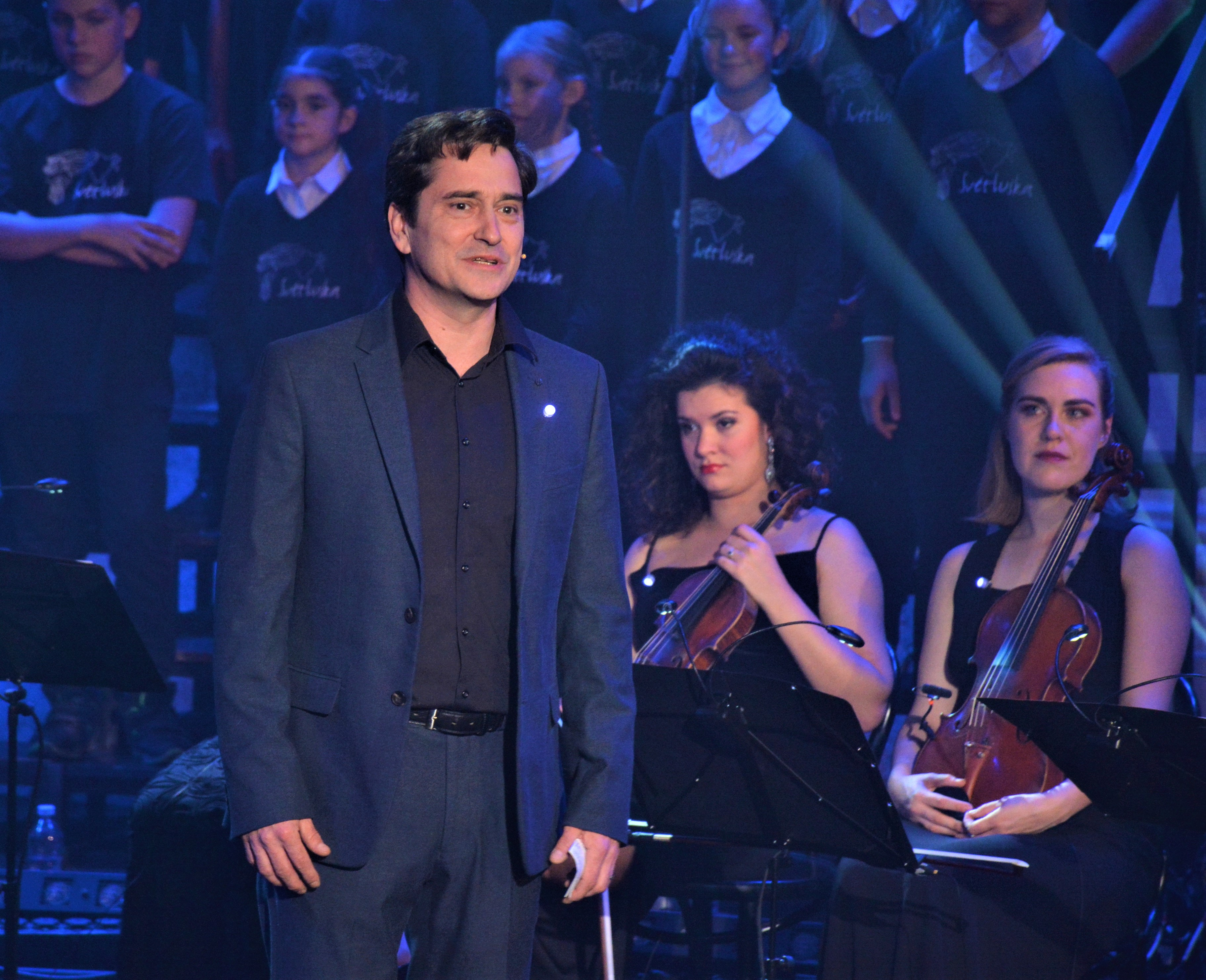
Saša Rašilov na benefičním koncertě Světlo pro Světlušku (2018)

Saša Rašilov mladší (* 26. července 1972 Praha) je český herec.

## Život
Pochází z umělecké rodiny, jeho mladší bratr Václav Rašilov je také herec. Jejich otcem byl kameraman Saša Rašilov a dědou herec Saša Rašilov starší (vl. jm. Wenzel Rasch). Studoval na hudebně-dramatickém oddělení Pražské konzervatoře, jeho spolužáky byli například Markéta Hrubešová, Antonín Kala, a jiní. Následně studoval v letech 1990–1994 na DAMU.
Je ženatý s herečkou Ludmilou (Lídou) Rašilovovou, roz. Němečkovou (*1985), se kterou má dcery Marii (*2017) a Emílii (*2020). Byl ženatý s herečkou Vandou Hybnerovou, s níž má dvě dcery, začínající herečky – Josefínu (*1994) a Antonii (*1997). 

## Divadlo

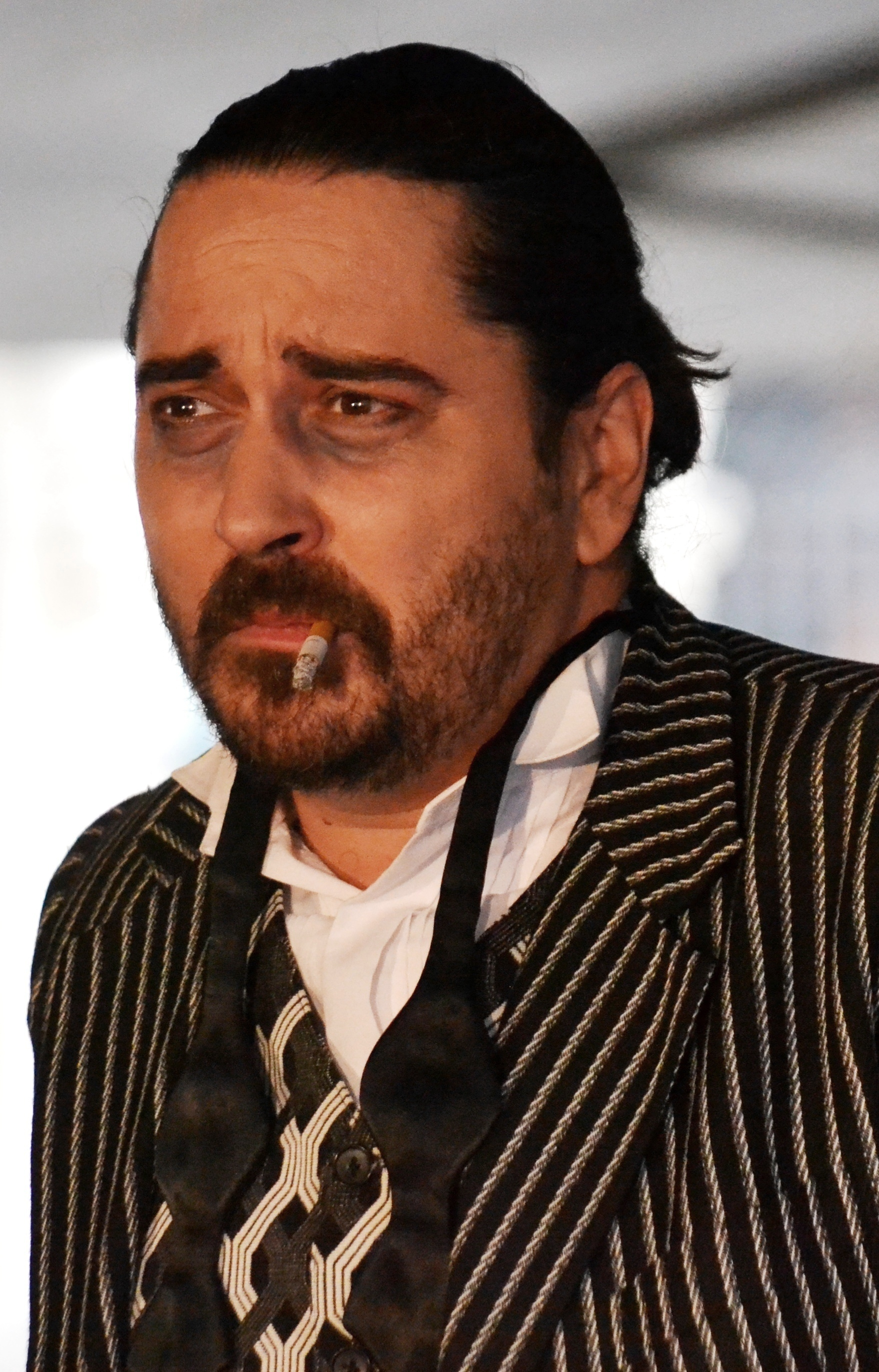
Saša Rašilov v kostýmu z role Jiřího Voborského ze hry F. F. Šamberka “Jedenácté přikázání” (Národní divadlo, 2014).

V letech 1991–1994 vystupoval ve Studiu GAG Borise Hybnera a v letech 1994–2002 byl členem pražského Divadla Komedie. Již v době studií hostoval v Národním divadle a od roku 2002 je řádným členem Činohry Národního divadla v Praze , objevuje se ale i jiných divadlech (Divadlo Na zábradlí, Divadlo v Řeznické a další). V Národním divadle ztvárnil například titulní roli v Gogolově Revizorovi, Kristiána v Cyranu de Bergerac, učitele v Našich furiantech. V Divadle Komedie si zahrál například ve hře Židle po boku své manželky Vandy Hybnerové.

### Divadelní role, výběr
- 1988 William Shakespeare: Král Jindřich IV., Tomáš, vévoda z Clarenceu, Národní divadlo, režie Alois Hajda
- 2002 Edmond Rostand: Cyrano de Bergerac, Kristián, Národní divadlo, režie Michal Dočekal
- 2004 Ladislav Stroupežnický: Naši furianti, Matěj Šumbal, Karel Kudrlička, Národní divadlo, režie Jan Antonín Pitínský
- 2004 R. B. Sheridan: Škola pomluv, Joseph Surface,  Stavovské divadlo, režie Ivan Rajmont
- 2004 Moliere: Lakomec, Kleant, Stavovské divadlo, režie Michal Dočekal
- Židle, Divadlo Komedie
- Pokus pes čili Potwor
- 2006 N. V. Gogol: Revizor, Ivan Chlestakov, Stavovské divadlo, režie Michal Dočekal
- 2006 William Shakespeare: Richard III., George, vévoda z Clarence, Stavovské divadlo, režie Michal Dočekal
- 2009 Henrik Ibsen: Nepřítel lidu, Hovstad, Stavovské divadlo, režie Ivan Rajmont
- 2011 A. P. Čechov: Racek, Medveděnko, Stavovské divadlo, režie Michal Dočekal
- 2013 Anton Pavlovič Čechov: Strýček Váňa, Tělegin, Stavovské divadlo, režie Michal Dočekal
- 2013 František Ferdinand Šamberk: Jedenácté přikázání aneb Mucholapka, Jiří Voborský, Stavovské divadlo, režie David Drábek
- 2014 Josef Čapek, Karel Čapek: Ze života hmyzu, Tulák, Národní divadlo, režie Daniel Špinar
- 2014 Jiří Adámek, Ivan Lamper: Po sametu, Občan, Politik, Houbař, Televizní divák a další, Nová scéna, režie Jiří Adámek
- 2018 J. W. Goethe: Faust, Mefisto, Stavovské divadlo, režie Jan Frič
- 2022 William Shakespeare: Mnoho povyku pro nic, Don Pedro, Stavovské divadlo, režie Daniel Špinar
- 2023 Eurípidés: Bakchantky, Teiresias, Stavovské divadlo, režie Jan Frič
- 2023 Choderlos de Laclos: Nebezpečné známosti, Vikomt de Valmont, Stavovské divadlo, režie SKUTR

## Filmografie, výběr

### Film
- 1994 Řád
- 1996 Kouzelný měšec
- 2000 Samotáři
- 2004 Román pro ženy
- 2009 Jménem krále
- 2010 Bastardi
- 2011 Hranaři
- 2015 Malý Pán
- 2018 Balada o pilotovi
- 2018 Věčně tvá nevěrná
- 2019 Můj příběh
- 2021 Očitý svědek
- 2022 Arvéd

### Televize
- Ordinace v růžové zahradě 2 – seriál
- Princ Hněvsa – pohádka
- Doktor z vejminku – seriál
- O poklad Anežky České: zámek Krásný dvůr – televizní soutěž
- Život na zámku – seriál
- Nemocnice na kraji města po dvaceti letech – seriál
- Nemocnice na kraji města – nové osudy – seriál
- Rodinná pouta – seriál
- Velmi křehké vztahy – seriál
- Dokonalý svět – seriál
- Křesadlo – pohádka
- Swingtime
- Eden – seriál
- Černí andělé – seriál
- Lékárníkových holka – seriál
- Záhada modrého pokoje – televizní inscenace
- In nomine patris
- Jak chutná láska – pohádka
- Turisté smrti – hudební klip skupiny Asmodeus (2004)[4]
- Ohnivý kuře – seriál
- Modrý kód – seriál
- Sestřičky Modrý kód – seriál
- Tátové na tahu – seriál

## Dabing
Saša Rašilov propůjčuje svůj hlas mnoha zahraničním hercům, například Johnnymu Deppovi, za své umění byl i oceněn Cenou Františka Filipovského za dabing (roku 2003).
Daboval také ve filmu Spider-Man: Daleko od domova Quentina Becka/ Mysteria v roce 2019 a propůjčil hlas Dexterovi Morganovi v seriálu Dexter.